# Sulîmî, Zinkiv
Sulîmî (în ucraineană Сулими) este un sat în comuna Zahrunivka din raionul Zinkiv, regiunea Poltava, Ucraina.

## Demografie
Componența lingvistică a localității Sulîmî
     Ucraineană (87,93%)
     Rusă (6,03%)
     Română (6,03%)
Conform recensământului din 2001, majoritatea populației localității Sulîmî era vorbitoare de ucraineană (87,93%), existând în minoritate și vorbitori de rusă (6,03%) și română (6,03%).